# Forcipomyia quateriungula
Forcipomyia quateriungula är en tvåvingeart som beskrevs av Tokunaga 1959. Forcipomyia quateriungula ingår i släktet Forcipomyia och familjen svidknott. Inga underarter finns listade i Catalogue of Life.